# ليون إيرول
ليون إيرول (بالإنجليزية: Leon Errol)‏ مواليد 3 يوليو 1881 في سيدني - الوفاة 12 أكتوبر 1951 في لوس أنجلوس، كاليفورنيا، الولايات المتحدة، هو ممثل أمريكي بدأ مسيرته الفنية سنة 1911. امتدت مسيرته الفنية لأكثر من 40 عاما.

## الأعمال
- ستريكتلي إن ذا غروف
- هات شيك هاني

## روابط خارجية
- ليون إيرول على موقع IMDb (الإنجليزية)
- ليون إيرول على موقع قاعدة بيانات برودواي على الإنترنت (الإنجليزية)
- ليون إيرول على موقع قاعدة بيانات الفيلم (الإنجليزية)